# 长河街道 (德州市)
长河街道，是中华人民共和国山東省德州市德城区下辖的一个乡镇级行政单位。

## 行政区划
长河街道下辖以下地区：
簸萁刘社区、赵辛中天府社区、杨庄社区、八里庄社区、堤口社区、岳庄社区、郭家庵社区、东七社区和李船头社区。